# أندرو د. هيوبرمان

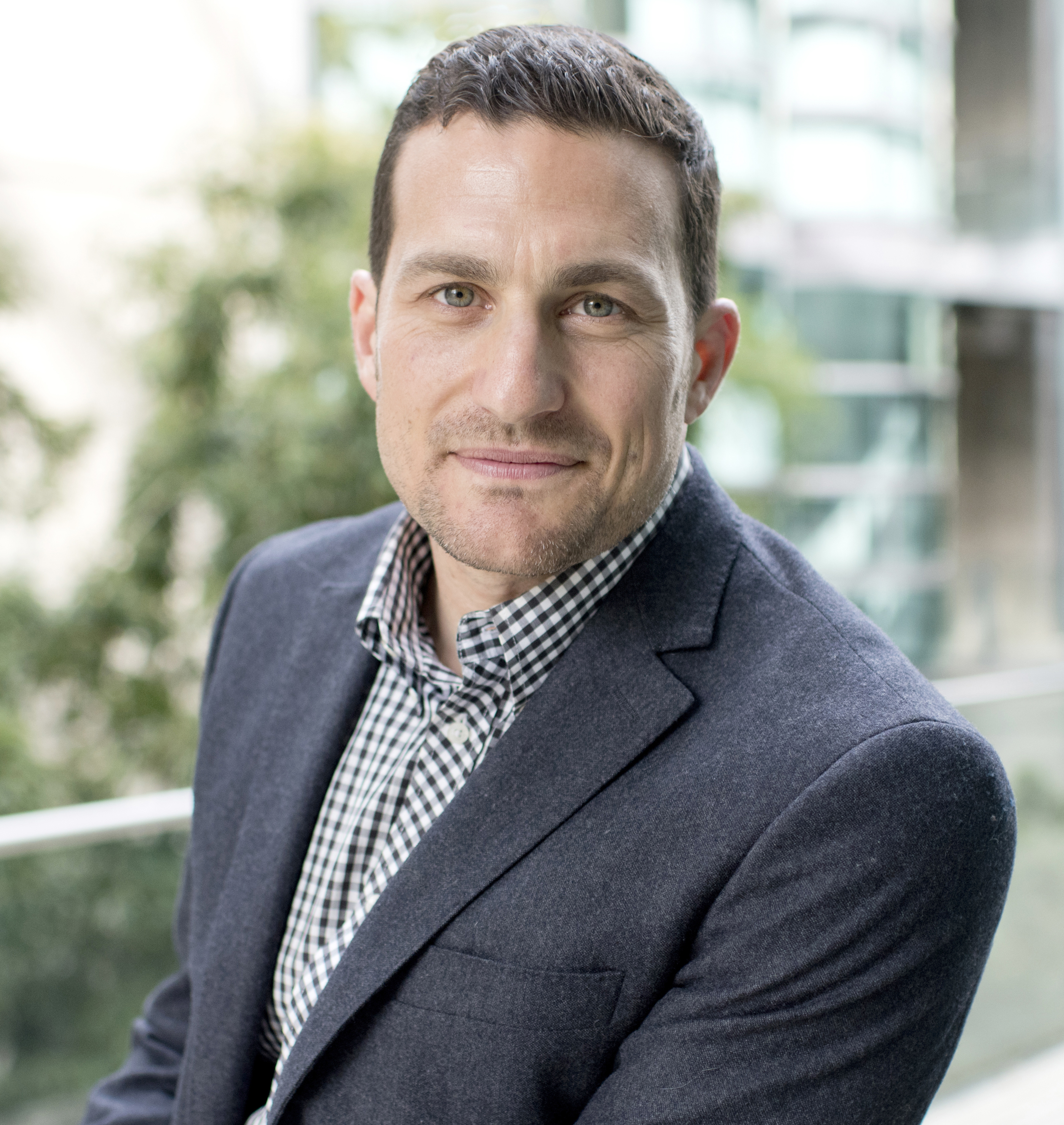
صورة للدكتور اندرو هيوبرمان

Andrew D. Huberman (من مواليد 26 سبتمبر 1975 ، في بالو ألتو ، كاليفورنيا ) هو عالم أعصاب أمريكي وبروفيسور في قسم علم الأعصاب في كلية الطب بجامعة ستانفورد . قدم مساهمات عديدة في مجالات نمو الدماغ ، ولدونة الدماغ ، وتجديد وإصلاح الأعصاب. كمية كبيرة من تلك المساهمات تركز على النظام البصري، بما في ذلك الآليات التي تنشط النظام اليوماوي بواسطة التحكم في الضوء ، و مراكز الإثارة اللاإرادية في الدماغ، و أيضا سيطرة الدماغ على الرؤية الواعية أو البصر .
حصل Huberman على جائزة علوم الأعصاب من مؤسسة ماكنايت لعام 2013 ،  وجائزة الباحث في الطب الحيوي من صناديق بيو الخيرية . حصل على جائزة ARVO Cogan لعام 2017 لإسهاماته الكبيرة في مجالات علوم الرؤية والجهود المبذولة لتجديد النظام البصري وعلاج العمى.
يعمل كعضو منتخب حالي أو عمل سابقاً في معاهد الصحة الوطنية الأمريكية الهيئة الاستشارية للمنح «العمليات الحسية والإدراكية والمعرفية» ، ومجالس التحرير في مجلات علمية محكمة مثل: علم الأحياء الحالي  ،مجلة علم الأعصاب ، مجلة مقارانات علم الأعصاب ، الرأي الحالي في علم الأعصاب ، تقارير الخلايا ،  والتطور العصبي . وهو عضو في كلية ال1000 .

## تعليمه
تخرج هيوبرمان من مدرسة هنري م.جان الثانوية في عام 1993. حصل على بكالوريوس من جامعة كاليفورنيا ، سانتا باربرا ، عام 1998 ، وماجستير من جامعة كاليفورنيا ، بيركلي ، عام 2000 ، ودكتوراه. في علم الأعصاب من جامعة كاليفورنيا ، ديفيس ، في عام 2004.

## بحوث التخرج وما بعد الدكتوراه
من 1998 إلى 2000 ، عمل هوبرمان في مختبر إيرفينغ زوكر ومع مارك بريدلوف ، في جامعة كاليفورنيا ، بيركلي ، كجزء من الفريق الذي حدد كيف يؤثر التعرض المبكر للـأندروجين على التطور ،  وأجرى التجارب الأولى لتحديد هيكل المسارات البصرية المجهر التي تحدد الساعة البيولوجية في منطقة ما تحت المهاد . من 2000-2004 عمل على درجة الدكتوراه. طالب في مختبر باربرا تشابمان في مركز علم الأعصاب في جامعة كاليفورنيا ، ديفيس ، اكتشف أن النشاط العصبي وجزيئات توجيه المحور العصبي تعمل معًا لضمان التوصيل المناسب لخرائط مجهر في الدماغ. كان هوبرمان باحثًا زميلًا لما بعد الدكتوراه في مؤسسة هيلين هاي ويتني في مختبر بن أ.باريس من 2005 إلى 2010.

## مختبر هيوبرمان

### البحوث
كان هوبرمان أستاذًا مساعدًا في علم الأعصاب وعلم الأعصاب بجامعة كاليفورنيا ، سان دييغو ، من عام 2011 إلى عام 2015 ، حيث كانت مجموعته رائدة في استخدام الأدوات الجينية لدراسة وظيفة الجهاز البصري وتطوره ومرضه. من بين اكتشافات مختبر هوبرمان اكتشاف أن أنواعًا معينة من الخلايا العصبية في شبكية العين تتدهور في وقت مبكر من الجلوكوما  وهو مرض شائع يسبب العمى يستنزف البصر لدى أكثر من 70 مليون شخص حول العالم ولا يوجد علاج له حاليًا.
بعد الانتقال إلى ستانفورد في عام 2016 ، اكتشف Huberman ونشر  أن استخدام الأساليب غير الغازية مثل التحفيز البصري يمكن أن يعزز تجديد الخلايا العصبية التالفة في الشبكية ، مما يؤدي إلى التعافي الجزئي من العمى ، خاصةً عندما يقترن التحفيز بأشكال معينة من العلاج الجيني. تمت تغطية العمل على نطاق واسع في الصحف الشعبية ، بما في ذلك مجلة تايم و ساينتفك أمريكان وهو جزء من مبادرة الأهداف الجريئة للـمعهد الوطني للعيون لاستعادة البصر للمكفوفين. قام مختبر Huberman بتوسيع هذه النتائج لتطوير تجربة إكلينيكية بشرية باستخدام تقنية الواقع الافتراضي لتحفيز تجديد وليونة الخلايا العصبية التالفة في شبكية العين وغيرها من الخلايا العصبية للنظام البصري.[بحاجة لمصدر]
في عام 2017 ، أنشأ مختبر هوبرمان منصة واقع افتراضي للتحقيق في الآليات العصبية الكامنة وراء الخوف المرضي والقلق. تضمن هذا العمل جمع مقاطع فيديو بزاوية 360 درجة لمختلف السيناريوهات التي تسبب الخوف مثل المرتفعات ورهاب الأماكن المغلقة بالإضافة إلى المواقف غير النمطية التي تسبب الخوف مثل السباحة مع أسماك القرش البيضاء الكبيرة . تهدف منصة Huberman VR إلى تحقيق الاكتشافات التي ستؤدي إلى تطوير أدوات جديدة للبشر لتعديل حالتهم من أجل تعزيز التكيف التكيفي مع الإجهاد. نُشر الجزء الأول من هذا العمل في علم الأحياء الجالي ، في عام 2021  بالتعاون مع جراح الأعصاب وعالم الأعصاب الدكتور إدوارد تشانغ ( UCSF ) ، حيث أفادوا بأن أنماطًا معينة من نشاط دماغ الأنسولا ترتبط وقد تتنبأ باستجابات القلق.[بحاجة لمصدر]
في مايو 2018 ، نشر مختبر هوبرمان مقالًا  في مجلة نيتشر يشير إلى اكتشافهم لدائرتين جديدتين في دماغ الثدييات: واحدة تعزز الخوف والشلل ، والأخرى تعزز رد الفعل «الشجاع» / المواجهة ، للتهديدات المرئية. . دفع هذا الاكتشاف إلى الاستكشاف المستمر الآن لكيفية مشاركة مناطق الدماغ هذه في البشر الذين يعانون من الاضطرابات المرتبطة بالقلق مثل الرهاب والقلق العام. 
في عام 2020 ، بدأ Huberman Lab تعاونًا مع مختبر David Spiegel في قسم الطب النفسي والعلوم السلوكية بجامعة ستانفورد ، لدراسة كيفية تأثير أنماط معينة من التنفس (مثل التنفس / التنفس) والنظام البصري بشكل منهجي على الجهاز العصبي اللاإرادي والتوتر. ، وحالات الدماغ الأخرى ، بما في ذلك النوم .[بحاجة لمصدر]

## الأوسمة والجوائز
- باحث مؤسسة ماكنايت [27]
- باحث بيو الطبي الحيوي [28]
- محفز لعضو فريق العلاج [29]
- جائزة ARVO Cogan للمساهمات في علوم الرؤية وطب العيون [30]

## روابط خارجية
- مختبر هوبرمان
- أندرو دي هوبرمان Ph.D. | ستانفورد للطب